# 세렝게티 국립공원
세렝게티 국립공원은 탄자니아, 세렝게티에 있는 국립공원이다. 그곳의 1백만이 넘는 흰색 수염이 있는 (혹은 얼룩무늬의) 누와 20만의 얼룩말의 연례 이주로 가장 유명하다.

## 역사
마사이족이 최초의 유럽인 탐험가들이 그 지역을 방문하였을 때 200년 이상 동안 그들이 “끝없는 평원”으로서 알았던 그 넓은 평원에 그들의 가축을 기르고 있었다. 그 이름 세렝게티는 마사이 족이 그 지역을 기술하기 위해 사용한 단어의 근사이다. 독일인 지리학자이자 탐험가인 오스카 바우만 (Oscar Baumann) 박사가 1892년 그 지역에 들어갔었다. 바우만은 응고롱고로 크레이터에서 체류동안 세 마리의 무소를 죽였었다.
세렝게티에 들어간 최초의 영국인 스튜어트 에드워드 화이트는 1913년 북 세렝게티안에 그의 탐험을 기록했다. 스튜어트는 1920년대에 세렝게티로 되돌아와서 세 달동안 세로네라 주변 지역안에 캠프를 차렸다. 이 시간 동안 그와 그의 동료들은 50 마리의 사자에게 총을 쐈다.
사자의 사냥은 사자들을 너무 진귀하게 만들었기 때문에, 그 영국인은 1921년 그 지역안에 3.2km2의 부분 게임 제한을 만들었고 1929년 전체로 만들기로 결정했다. 이 행동은 1951년에 세워졌던 세렝게티 국립공원을 위한 근거가 되었다. 세렝게티는 1950년대에 버나드 그르지멕 (Bernhard Grzimek)과 그의 아들 마이클의 최초의 작업이후 더 많은 명성을 얻었다. 그들은 함께 책과 영화 Serengeti Shall Not die를 만들었으며, 자연 보호 다큐멘터리의 가장 중요한 초기 단편의 하나로서 인정되었다.
그 공원의 창조의 일부로서, 그리고 야생을 보호하기 위하여 거주중인 마사이족이 응고롱고로 고지로 이주당하였다. 식민지 당국의 일부에서 강제와 기만으로 이루어졌다는 주장과 함께, 이 움직임을 둘러싼 아직도 상당한 논쟁이 있다.
세렝게티는 탄자니아의 가장 오래된 국립 공원이며 “북 사파리 순회 여행”에 많은 매혹을 제공하며, 응고롱고로 보호지역 뿐만 아니라, 만야라 호수 국립공원, 타랑기레 국립공원, 아루샤 국립공원을 포함하면서 그 나라의 관광 산업의 가장 중요한 것으로 남아있다.

## 지리와 야생
공원은 강변의 숲과 삼림지 뿐만 아니라 목초지와 사바나의 14,763 km2를 뒤덮는다. 공원은 나라의 북쪽에 위치하며 탄자니아의 북쪽과 마사이 마라 자연보호구와 함께 연속하는 케냐의 국경과 접경한다. 공원의 남동쪽은 응고롱고로 보호지역이며 남서쪽은 마스와 게임 보호구가 위치하며 서쪽 국경은 이코롱고와 그루메티 게임 보호구이며 북동쪽은 롤리온도 게임 제한지역이다.
인간 거주는 그 국립공원에 TANAPA 직원, 연구자와 프랑크푸르트 동물학 사회의 직원, 다양한 오두막집과 호텔들의 직원을 제외하고 금지되어있다. 주요 거주지는 연구 직원의 대다수와 그곳의 주요한 활주로를 수반하는, 그 공원의 주요 본부가 거처하는 세로네라이다.
유제류들의 이동 뿐만 아니라, 그 공원은 그곳의 다른 거주하는 야생생물, 특히 사냥꾼들이 가장 높은 상금의 전리품 다섯:사자, 표범, 코끼리, 코뿔소, 아프리카 버팔로로 이름지은, 빅 파이브 게임의 풍부한 재고로 잘 알려진 상태이다. 이 종들은 관광객들에게 기본적인 관심으로 남아있지만 공원은 또한 크고 다양한 새 인구뿐만 아니라, 치타, 가젤, 기린, 누를 수반하는 많은 그 이상의 종들을 지원한다.

## 운영과 보호
종의 다양성과 그 지역의 생태학 중요성의 결과로서, 공원은 유네스코가 세계 유산들 중 하나로서 목록에 올린 상태이다. 탄자니아에 있는 모든 공원들에 대해 행정상 몸체는 탄자니아 국립공원 혹은 TANAPA이다.
마일스 터너 (Myles Turner)는 공원 최초 게임 관리자 중 하나였으며 반밀렵 수비대 설립으로 공로를 인정받았다. 그의 자서전 My Serengeti Years: the Memoirs of an African Game Warden은 세렝게티 국립공원 초기해의 세부 역사를 제공한다.